# St. Laurentius (Eckerö)

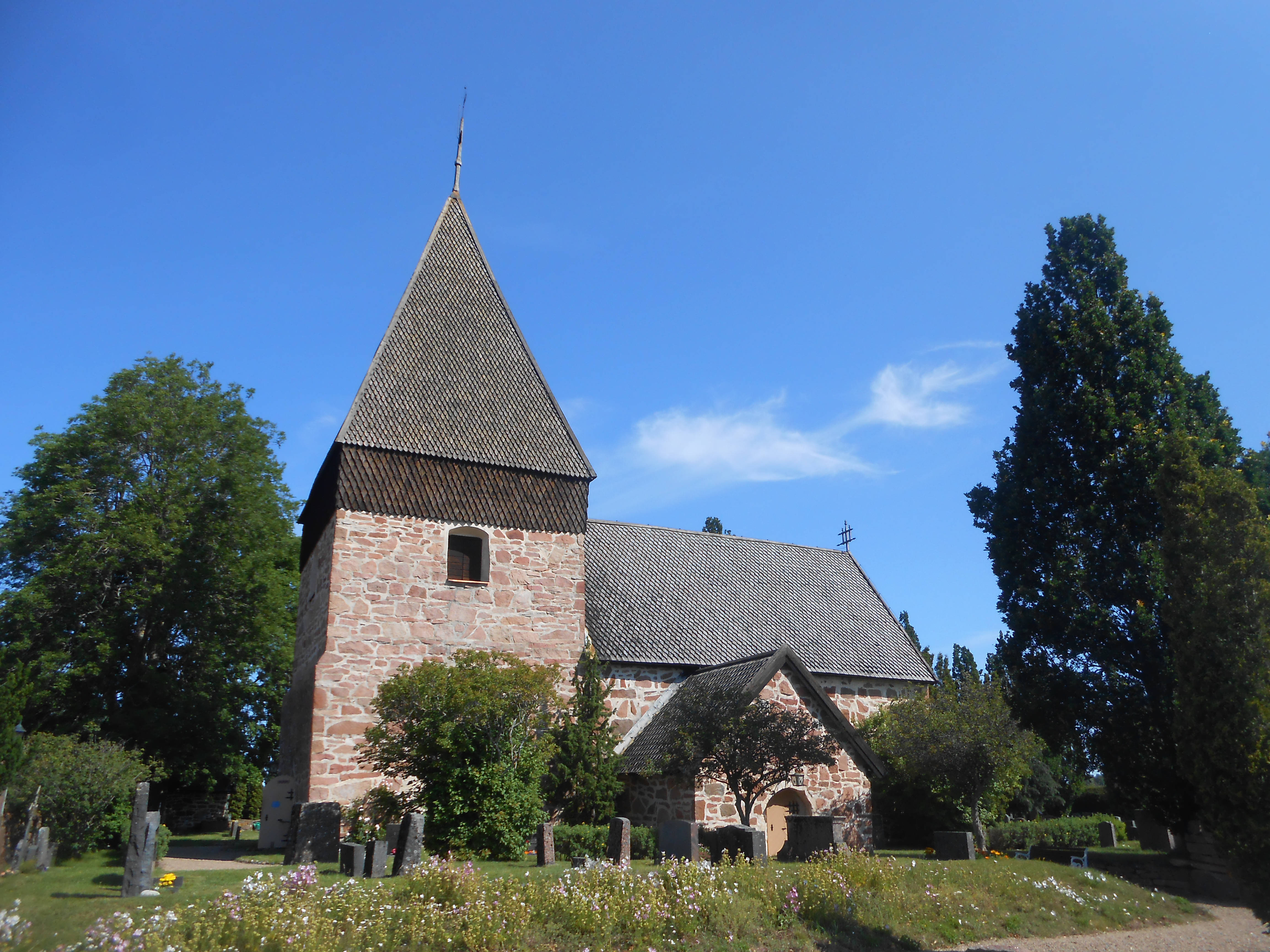
St. Laurentius

Die evangelisch-lutherische Kirche St. Laurentius in Eckerö, einer Gemeinde in der autonomen Provinz Åland in Finnland, hat ihre Ursprünge im 13. Jahrhundert. Im Inneren findet sich eine Reihe mittelalterlicher Gegenstände.

## Geschichte

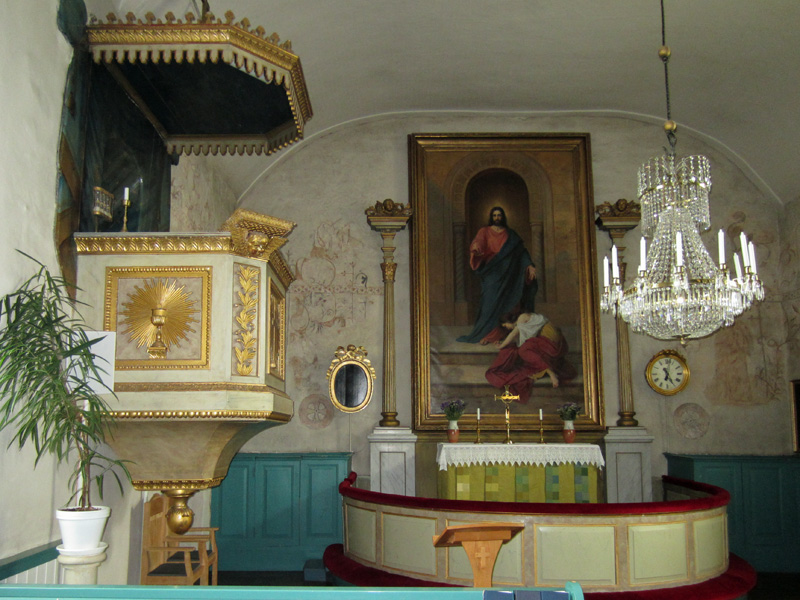
Altar mit Altarbild und Kanzel mit Kanzeluhr

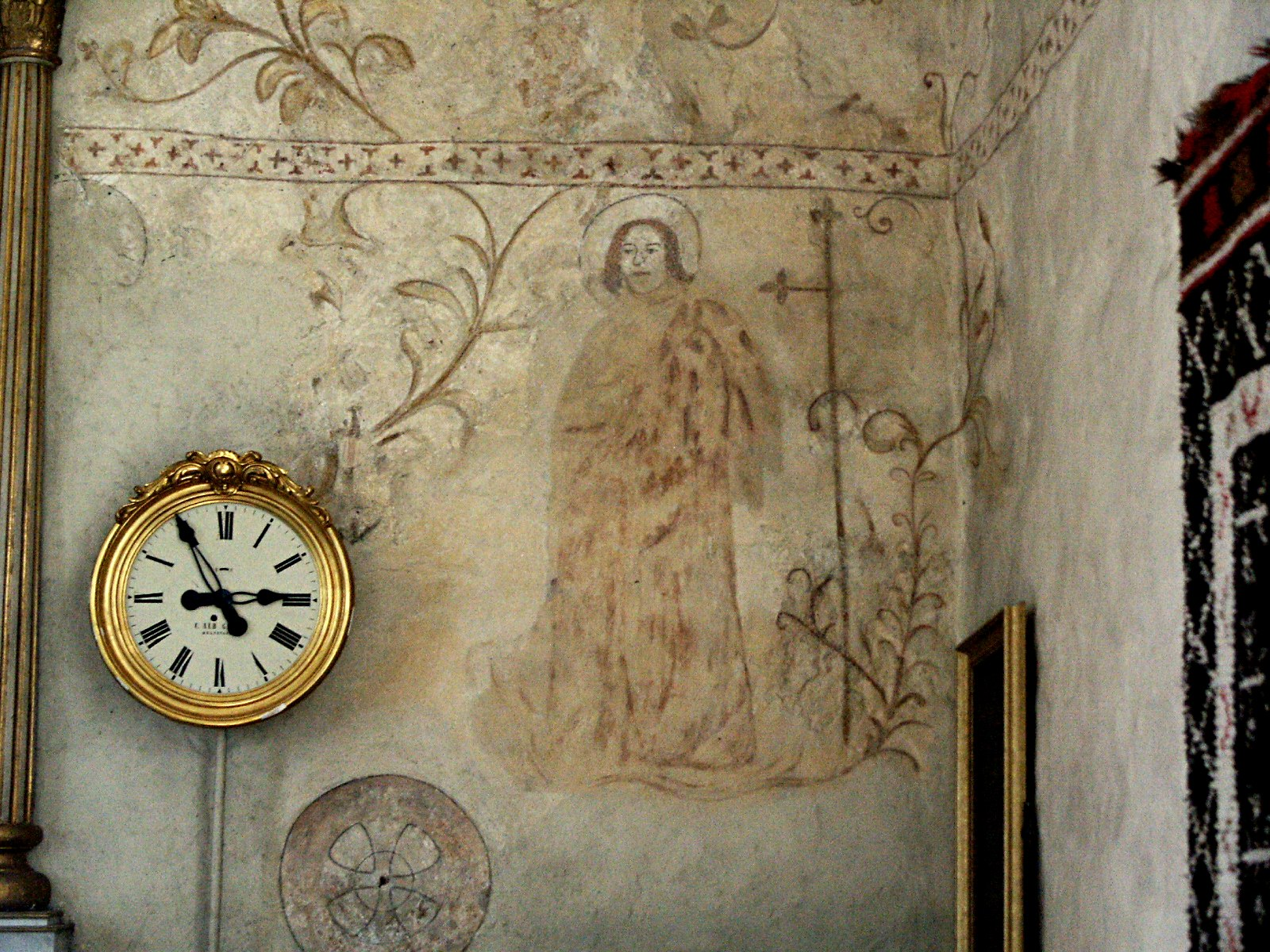
Wandgemälde

Die Kirche von Eckerö, dem heiligen Laurentius geweiht, wurde vermutlich im 13. Jahrhundert erbaut. Eckerö wurde 1325 als Kapelle des Kirchspiels von Hammarland erwähnt, 1431 sogar als unabhängiges Kirchspiel, fiel aber anschließend wieder unter die Zuständigkeit der Kirche von Hammarland. Aber 1877 wurde Eckerö endgültig eine unabhängige Kirchengemeinde mit einem eigenen Pfarrer. Die Kirche ist aus rotem Ålandgranit gebaut und war vermutlich eine Andachtsstätte für Seefahrer. 
Der älteste Teil der Kirche ist das Langhaus. Der Kirchturm wurde über dem westlichen Eingang gebaut und ist an den westlichen Giebel gestützt. Auch das Waffenhaus mit seinen Nischen innen und außen stammt aus dem Mittelalter. Die Sakristei wurde 1837 vergrößert, die Fenster später, um mehr Licht in die Kirche zu bringen. Es gab auch ein Buntglasfenster hinter dem Altar.  
Die größere Empore wurde 1787 gebaut mit einer Trennwand zwischen Männern und Frauen. Die kleinere Empore entstand 1860 für die erste Orgel der Kirche, die heute wieder dort steht. Diese Orgel stand zwischen 1927 und 1983 woanders, aber eine Spende ermöglichte es, die Orgel zu renovieren und an ihrem alten Platz aufzustellen. Ursprünglich war die Decke aus Holz und 60 cm höher. Während einer umfangreichen Reparatur wurde sie niedriger gelegt und blau gestrichen, um das Innere wärmer zu gestalten. Die Kirche wurde 1950/1951 renoviert. Damals wurden die Wandgemälde gefunden. Die letzte Renovierung folgte 1988, damals bekam das Innere einen neuen Farbanstrich, der Altar wurde gesäubert und die Wandgemälde wurden restauriert. 

## Ausstattung

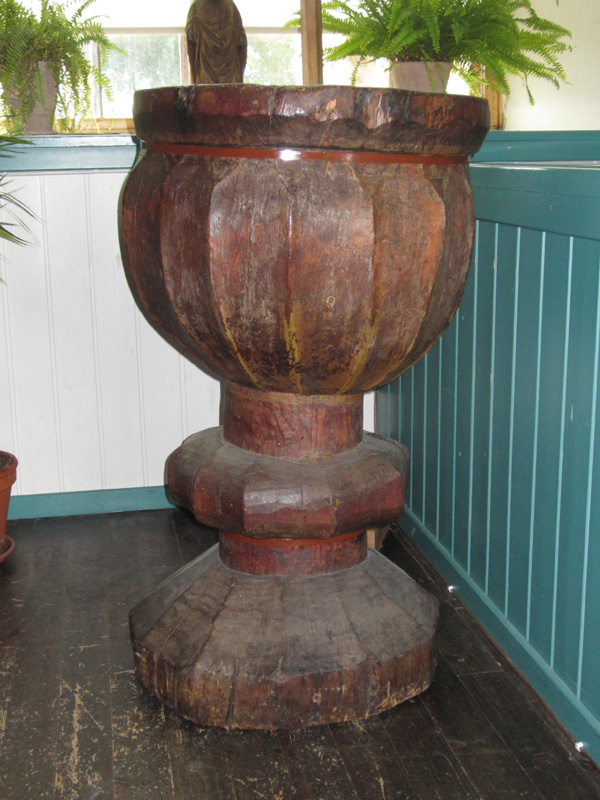
Taufbecken

Das Taufbecken aus Holz von 1260 ist im Muschelstil.

### Kanzel und Altar
Sowohl die Kanzel wie auch der Altar wurden von Carl Ludwig Engel, dem bekannten finnischen Architekten entworfen. Die Kanzel wurde 1840 geschaffen und drei Jahre später vergoldet. Sie ist mit einer Kanzeluhr versehen.
Das große Altarbild wurde 1876 vom Künstler Bernhard Reinhold gemalt. Das Gemälde war in Paris ausgestellt und in Stockholm gekauft worden. Anschließend wurde es von Grisslehamn in Schweden mit dem Postboot nach Eckerö transportiert.

### Skulpturen und Bildwerke
- Auf der Nordseite hängt ein Triumphkreuz aus dem 14. Jahrhundert. Es wurde lange Zeit auf dem Dachboden gelagert und wurde von der Restaurator Oskari Niemi wieder zusammengesetzt.

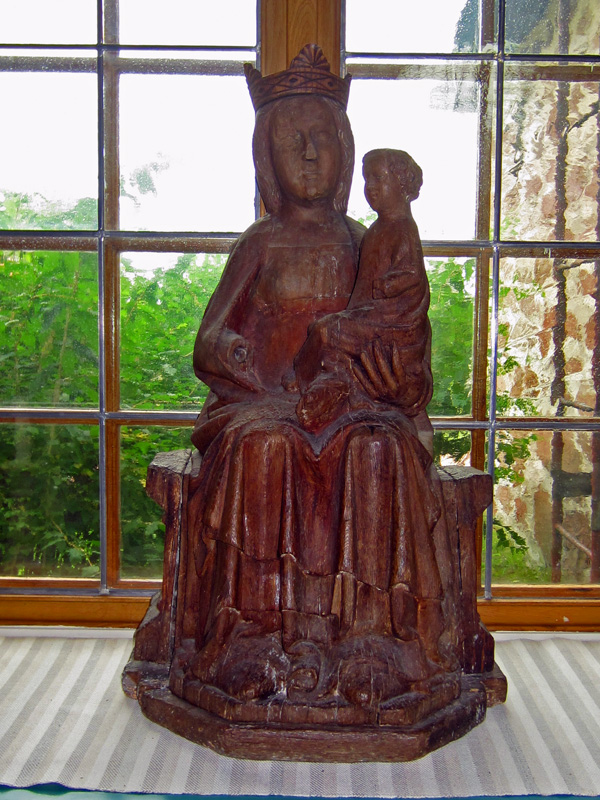
Madonna

- Die Madonna mit Kind stammt aus dem 14. Jahrhundert aus Gotland. Nur eine leichte blaue Farbe in den Augen des Jesuskindes ist von der ursprünglichen Bemalung übrig geblieben. Die Haartracht wurde im 16. Jahrhundert der damaligen Zeit angepasst.
- Neben der Tür zur Empore gibt es eine Skulptur des hl. Sebastian, des Schutzheiligen der Jäger.
- Das Votivschiff erinnert an die Seefahrergenerationen von Eckerö.
- Die Statue in der südlichen Fensternische zeigt den hl. Erasmus von Antiochia.
- Eine Kopie des ersten Altarbildes der Kirche hängt unter der Empore. Es zeigt das letzte Abendmahl und war eine Arbeit von Leutnant V.R. Brummer aus Storby aus 1821. Das Original wurde 1876 auf dem Empore aufgehängt und 1930 durch ein Feuer zerstört. Die Kopie wurde von Berit Hartvik aus Eckerö gemalt.

### Orgelgeschichte
- Die Orgel wurde 1861 von Adam Emanuel Ravander gebaut. Sie stand auf einer Kanzel in der Südseite der Kirche.
- 1927 baute Kangasalan Urkutehdas eine neue Orgel mit sieben Registern. Die alte Orgel wurde entfernt, blieb aber erhalten.
- 1974 wurde die Kangasala-Orgel abgebaut und von Hans Heinrich durch eine Orgel mit sieben Manualregistern und Pedal ersetzt. Der alte Orgelprospekt wurde eingelagert.
- 1983 wurde die Ravender-Orgel von Hans Heinrich restauriert und an ihren ursprünglichen Standort versetzt.
- 1990 wurde an der Westtribüne hinter der Kangasala-Fassade eine digitale Allen-Orgel aufgestellt.